# Otradnyj
Otradnyj è una città di circa 48.000 abitanti della Russia europea sudorientale (oblast' di Samara).
Sorge nella parte centro-orientale della oblast', circa 90 chilometri ad est del capoluogo regionale Samara, sulla sponda destra del fiume Bol'šoj Kinel'.
La città venne fondata negli anni venti da alcuni contadini provenienti dal vicino villaggio di Černavki e venne battezzata Otradnoe. Negli anni quaranta, nelle immediate vicinanze, venne costruito l'insediamento di Muchanovo, in relazione allo sviluppo di un centro di estrazione petrolifera, che nel 1947 si vide attribuito il nome di Otradnyj e che, gradualmente, negli anni successivi, assorbì anche il vecchio abitato agricolo di Otradnoe.